# Тасимов, Азамат Утюпбергенович
Азамат Утюпбергенович Тасимов (тат. Тасимов Азамат Өтепбиргән улы; 18 марта 1984, пос. Кинелле, Астраханская область — 28 декабря 2003, Дагестан) — российский военнослужащий, гранатомётчик 1-й роты специального назначения 68-го гвардейского отдельного разведывательного батальона (20-я гвардейская мотострелковая дивизия); гвардии рядовой; Герой России (2004).

## Биография
Родился в семье юртовских татар.
С 1991 года учился в Килинчинской среднеобразовательной школe, жил в интернате. С 1999 года работал дорожным рабочим в «Астраханьавтодорремстрое».
С апреля 2002 года — в Российской армии (срочная служба, с 2003 года — контракт на военную службу), служил разведчиком-гранатомётчиком 1-й роты специального назначения 68-го гвардейского отдельного разведывательного батальона (20-я гвардейская мотострелковая дивизия, Волгоград). Участвовал в двух командировках в Чеченскую республику.
В декабре 2003 года в составе разведотряда в течение несколько суток под открытым небом на морозе преследовал банду Р. Гелаева в труднодоступном горном районе Дагестана. 28 декабря 2003 года в нескольких километрах от населённого пункта Тезеле первым заметил засаду боевиков и открыл огонь из гранатомёта РПГ-7Д, что послужилом сигналом для изготовки к бою основных сил отряда. В бою уничтожил восьмерых боевиков. Был смертельно ранен выстрелом снайпера.
За мужество и героизм, проявленные при выполнении специального задания, Указом Президента Российской Федерации от 1 января 2004 года гвардии рядовому контрактной службы Тасимову Азамату Утюпергеновичу присвоено звание Героя Российской Федерации посмертно.
Похоронен 18 января 2004 года в селе Килинчи (Приволжский район, Астраханская область).

### Семья
Отец — Утюперген Утегенович Тасимов (ум. 1997).
Мать — Ардахте Ибраевна Тасимова.
- три сестры.

Дочь- Диана Тасимова

## Награды
- Медаль «Золотая Звезда» Героя России (1.1.2004)
- орден Мужества (8.12.2003, № 79980).

## Память
- Имя Азамата Тасимова высечено на памятнике в честь павших на фронтах войны, установленном перед зданием сельского совета села Килинчи (Астраханская область).
- С 1 сентября 2004 года имя Героя России Азамата Тасимова носит Килинчинская средняя общеобразовательная школа[1][2], в которой он учился.
- На здании Килинчинской школы установлена мемориальная доска.
- Имя Азамата Тасимова высечено на стеле погибшим в Афганистане и Чеченской Республике ученикам школы (установлена перед зданием Килинчинской школы в 2007 году).